# 零落
『零落』（れいらく）は、浅野いにおによる日本の漫画作品。『ビッグコミックスペリオール』（小学館）にて、2017年7号から同年16号まで連載された。

## 解説
- 浅野にとって通算10作目の連載作品。『おやすみプンプン』や『デッドデッドデーモンズデデデデデストラクション』（以下『デデデデ』）、『おざなり君』などに見られたシュールなギャグなどによるコミカルな描写はほぼ封印されており、サスペンスを強調している。
- 浅野の連載作品としては初めて漫画家を主題とした作品。それまでにも、話毎に主人公が代わる『素晴らしい世界』のエピソードや、読み切り『東京』などでは漫画家を主人公にした作品は存在したが、長期連載作品で漫画家を主人公に据えたのは初のことである。『ビッグコミックスピリッツ』で連載した『デデデデ』が浅野の実生活とはほとんど関わりのない空想から生まれたSF漫画であるのと相対して、本作は浅野の実体験を元に描かれる場面が多い。ネーム自体は『デデデデ』の連載開始以前から存在していたが、前作『おやすみプンプン』が本作と同様に陰鬱な描写が多く、変化をつけるために『デデデデ』を優先した[3]。
- 本作の単行本と、浅野の代表作『ソラニン』の新装版が同日に刊行されている[4]。
- 2023年3月17日に実写映画版が公開された[5]。

## 物語
冬。深澤薫は書店の漫画売り場にて、話題作が平積みされたコーナーを眺めていた。その中に置かれた『さよならサンセット』（以下『さよサン』）は、深澤によって描かれた、8年にわたる長期連載作品だった。売り場では『さよサン』の最終巻のスペースはあまり広げられておらず、発行部数も以前より減らされる始末だった。深澤は仕事場へ向かう前に判子を取りに自宅へ戻り、妻で漫画編集者の町田のぞみが仕事場へと出かけるところに鉢合わせる。去り際にのぞみが深澤に進めた漫画は、書店の漫画売り場で、深澤の作品を追いやるようにスペースを広げていた漫画だった。夜に開かれた『さよサン』の連載終了をねぎらう打ち上げで、深澤は関係者へ向けて挨拶するが、多くの人はスマートフォンを操作し、まるで深澤の話に興味がないような態度であった。その後、深澤はアシスタントの富田奈央とともにタクシーで帰路につく。車内で深澤は自分はもう終わった作家なのだと自嘲するが、富田もまた深澤の話に耳を傾ける様子はなかった。富田が降り、深澤は帰宅を止めて新宿方面へ戻る。
深夜になり、深澤は風俗の案内所でデリヘル嬢を頼み、ラブホテルで待つ。現れたデリヘル嬢のゆんぼは、お世辞にも美人とは呼べない風貌の女性だった。ゆんぼは率直な態度で深澤をおだて、深澤のネガティブな発言にも明るく応える。翌日、深澤がウェブサイトでその女性のプロフィールを閲覧すると、現実の姿とは似つかぬものだった。
後日、深澤は友人の結婚式に出席する。その中で、深澤は大学時代の友人に子供は作らないのか問われる。深澤とのぞみは同じ職場で出会い、交際を経てのぞみから求婚したが、深澤の頭は漫画のことで埋め尽くされており、のぞみもまた、人気漫画家牧浦かりんを担当する編集者であり、仕事によって忙殺され、子供を作ることは話題にもならなかった。
深澤は、帰宅したのぞみがまた仕事場へ戻ると告げ、口を開けばどれも仕事に関わる内容であることに苛立ち、自身の話を聞いてほしい本音を伝えるが、のぞみの返答はあくまで仕事優先だった。のぞみが深澤に進めた漫画を、深澤は「くだらない」と評するが、その漫画の売上は『さよサン』よりも好調で、深澤は機嫌を沈める。ついに深澤は、のぞみとの共同生活を続けていく気力を失い、彼女に離婚を迫る。のぞみは拒否するが、翌日から深澤は仕事場として借りている部屋に移り、別居生活を開始する。
4月。深澤は、新連載作品のアイデアがまとまらずにいた。本来は、『さよサン』終了からあまり間隔を置かずに開始するはずだったが実現せず、仕方なくアシスタントチームを一時的に解散する。スタッフの1人はあっさりと了承するが、富田は深澤のスタッフにのみ集中しており、他の職場を持っていないために激昂し、深澤を罵倒する。さらにエゴサーチで発見した深澤に対するアンチコメントも相まって、深澤は苛立ちを重ねる。深澤は再び風俗案内所へ訪れ、ゆんぼを指名するがその日は欠勤していたので、なるべく細身の女性を注文する。ラブホテルに現れたデリヘル嬢は、猫のような目をした、陰のある様子の女性だった。深澤は過去の経験から、猫顔の女性に対して緊張してしまう性格だった。ホテルを出た歓楽街で、別れ際にデリヘル嬢はちふゆと名乗る。
しばらくして深澤は、再度ちふゆを指名する。ちふゆはゆんぼと違って落ち着いた口調で、深澤に媚びる様子もなかったが、深澤も余計な気を回さずに接せられた。対して、新作の構想は上手くいかず、次第に担当編集者からは見放されるようになっていく。富田からはハラスメントで訴えると通告され、深澤はさらにちふゆへ傾倒する。そんな中、深澤はちふゆが病床に伏した祖母のために、大学が夏休みの間、一時的に店を辞めて帰省することを知る。深澤は、思いつきで彼女の地元へついて行ってもいいかと尋ね、ちふゆはこれを了承する。ちふゆの地元は目立った観光地もない田舎だった。ちふゆの運転で2人はドライブに出る。ちふゆはこの頃ルームメイトが失踪したために引越しを計画し、資金調達のために風俗店で働いていた。深澤は自身の家へ来ないかと持ちかけるが明確な答えは返されない。翌日、深澤は駅舎でちふゆと別れる。反対側のホームから駅舎内を覗くと、すでにちふゆは去っていた。一瞬、深澤と子供を抱いたちふゆの姿を見るが、それは幻想であり、深澤は思わず吹き出す。深澤は1人で東京へと戻る。
夏の終わりにのぞみが新しく部屋を借りたため、深澤は自宅へ戻る。すでに『さよサン』の完結から1年が経過していたが、新作は相変わらず手つかずだった。夏以来、深澤とちふゆとの連絡は途絶えていた。店のホームページには何事もないようにちふゆの名が載っていたが、メッセージを送っても返信はない。
深澤は一度、売れることを意識せずに自由に漫画を描こうとするが、まったくペンを進められずに苦悶する。その最中、深澤の元に富田が来訪する。富田は完成した漫画の原稿を深澤に見せる。深澤は素直にその作品を褒め称えるが、富田は自分が手がけたのは作画のみでそれ以外はすべて担当編集者のものだと不満げに言う。それでも深澤が前向きな助言を施すと、富田は以前のハラスメントの訴えについて深澤に謝罪する。同時に、自身を忘れてほしいと懇願する。富田は、深澤がハラスメントの訴えで富田を恨み、彼女が漫画家として不利になる行為をするのではないかと危惧していた。深澤がそれを否定すると、今度は「売れ線漫画」を否定する深澤の姿勢を挑発する。深澤は富田に食ってかかり、彼女を追い出す。去り際に富田は深澤に「あなたが一番落ちぶれている」と罵る。
直後、郵便物を取るためにのぞみが訪れる。雨が降り始めたため、深澤は彼女を家へ招き入れる。別居こそしているものの、のぞみが離婚届に署名していないため、2人は夫婦関係にあった。深澤は早く書けと迫るが、のぞみは拒否する。離婚、飼い猫の入院、別居以前のことで2人は口論に陥る。深澤はのぞみとの関係に決着をつけようとするが、のぞみは牧浦との打ち合わせを理由に、彼との話を先送りにする。深澤よりも牧浦を重視するのぞみに深澤は激昂するが、のぞみは「牧浦は深澤よりも売れているから」と反論。深澤はのぞみに対して強引に性行為へ及ぼうとする。深澤はのぞみの言葉から、売れれば勝ちと結論づけ、のぞみを残して家を出る。
約半年後にようやく離婚届を提出し、協議離婚が成立した。深澤は次回作の作業にあたっていた。彼の態度はそれ以前よりも遠慮のないやや傲慢なものへと変化していた。
春。深澤は『さよサン』から2年ぶりとなる新作『星降る町のポラリス（以下、星ポラ）』の連載を開始していた。4月に『星ポラ』の第1巻が発売されるとたちまち重版がかかり、SNSや他の漫画家からも絶賛される感動作として話題となっていた。深澤は以前の売れ線を嫌う性分をすっかり失い、売れれば正義だと豪語していた。
新宿の書店にて催された深澤のサイン会にて、深澤は、彼のファンのアカリと名乗る女性と出会う。その女性は『さよサン』の連載時から深澤のTwitterへメッセージを送り、深澤も何度か返信していた人物だった。アカリは『さよサン』のおかげで自分は救われており、さらに『星ポラ』から感動を与えられたと、深澤に感謝を表す。深澤は売れることに徹した自身の姿勢と、読者が彼の漫画を読む感覚が食い違っていると知り、思わず涙を浮かべる。

## 登場人物
深澤 薫（ふかざわ かおる）
本作の主人公。年齢は30代後半。漫画家で、若長期連載作品『さよならサンセット』が若者を中心に人気を得、多くのフォロワー作家を生み出すに至った。
『さよならサンセット』の連載を終え、次回作を構想するも上手くいかず、惰性で続けていた結婚生活に嫌気が差してのぞみに離婚を迫る。その前後から風俗店へ通い、そこで出会ったちふゆに惹かれていく。
町田 のぞみ（まちだ のぞみ）
深澤の妻。ナチュラルメイクの女性。漫画編集者で、牧浦かりんという人気の女性漫画家を担当している。深澤から離婚を持ちかけられ、長期間拒否し続けるがその後離婚している。
ちふゆ
風俗店で働く女性。髪型はショートボブで、猫目が特徴的な顔立ち。LINEの登録名は「ゆい」。正式な本名は不明。大学の英米文学科に通っている。
深澤と客とデリヘル嬢として出会い、以降は深澤に頻繁に指名され、お互いの生活の話をする仲になる。
富田 奈央（とみた なお）
深澤のアシスタントを務めていた女性。29歳。髪の一部を染めており、丸メガネをかけている。アシスタントの傍ら自身の漫画を描き、新人賞の最終選考に残るまでに至っていた。終盤では自身の連載作品を持つに至るが、原作は他の人間が手がけ、自分が作画のみに止まっていることに不満を持っていた。普段から深澤や同僚に対して愛想よく接していたが、アシスタントチームを一方的に解散した深澤に憤り、以前から蓄積していた不満をぶちまける。
アカリ
深澤の漫画のファンの少女。深澤のTwitterアカウントへ頻繁にメッセージを送っていた。
猫顔の女性
深澤が新人漫画家時代に交際していた女性。ショートヘアで、痩せた野良猫のような目つきをしている。年齢は深澤の一つ年下で、大学では先輩後輩の関係だった。深澤との関わりがなくなった後の消息は不明。

## 書誌情報
- 浅野いにお『零落』小学館〈ビッグコミックス〉、2017年10月30日発売[6]、ISBN 978-4-09-189745-9

## 映画
2023年3月17日に公開された。監督は竹中直人、主演は斎藤工。PG12指定。

### キャスト
- 深澤薫：斎藤工
- ちふゆ：趣里[5]
- 町田のぞみ：MEGUMI[5]
- 冨田奈央：山下リオ[7]
- 近藤（薫のアシスタント）：土佐和成[7]
- 山石（薫の大学時代の友人）：吉沢悠[8]
- 加賀：菅原永二[8]
- 平野：黒田大輔[8]
- 徳丸（薫の編集担当）：永積崇[7]
- ゆんぼ：信江勇[7]
- まりめっこ（風俗嬢）：佐々木史帆[8]
- しりあがり寿、大橋裕之[8]
- 塚田（編集者）：安井順平[8]
- フリーライター：志磨遼平[8]
- アカリ：宮﨑香蓮[8]
- 猫顔の少女：玉城ティナ[7]
- 牧浦かりん：安達祐実[7]

### スタッフ
- 原作：浅野いにお『零落』（小学館 ビッグスペリオールコミックス刊）[7]
- 監督：竹中直人
- 脚本：倉持裕[7]
- 音楽：志磨遼平（ドレスコーズ）
- 主題歌：ドレスコーズ「ドレミ」（EVIL LINE RECORDS）[8]
- 製作：鳥羽乾二郎、小西啓介、沢辺伸政
- エグゼクティブプロデューサー：福家康孝、栗原忠慶
- プロデューサー：西村信次郎、横山一博、岡本順哉、MEGUMI[5]
- ライン・プロデューサー：深津智男
- 撮影：柳田裕男（J.S.C.）
- 照明：宮尾康史
- 美術：布部雅人、春日日向子
- 録音：北村峰晴
- 整音：杉山篤
- 音響効果：齋藤昌利
- 編集：古川達馬
- VFX：小池立秋
- スクリプター：山本明美
- スタイリスト：荒川小百合
- ヘアーメイク：南辻光宏
- 制作担当：桑原学
- 助監督：副島宏司
- 宣伝プロデューサー：伊藤敦子
- 宣伝協力：ミラクルヴォイス[7]
- 制作プロダクション：ジャンゴフィルム[7]
- 製作幹事・配給：日活、ハピネットファントム・スタジオ[7]
- 製作：「零落」製作委員会（日活、ハピネットファントム・スタジオ、小学館）[7]